# Festes nacionals a Corea del Nord
Aquesta és una llista de dies festius a Corea del Nord. Vegeu també el calendari coreà per a una llista de festes tradicionals.
| Data                                   | Nom en ca                             | Notes | Durada                   | Nom local |
| -------------------------------------- | ------------------------------------- | --- | ------------------------ | --------- |
| 1 de gener                             | Any Nou                               | Celebra l'inici de l'any gregorià |                          |           |
| 15 de gener                            | Dia de l'alfabet coreà                | En aquest dia es commemora la invenció (any 1443) i la proclamació (1446) del Hangul, l'alfabet del llenguatge coreà. Sejong el Gran, inventor del Hangul, és un dels més cèlebres governants de la historia coreana.                                                                                                   |                          |           |
| 14 de febrer                           | Dia del Generalíssim                  | En commemoració del dia en què Kim Jong-il va rebre el títol de "Generalíssim de la República Popular Democràtica de Corea", de forma pòstuma l'any 2012. |                          |           |
| 16 de febrer                           | Dia del Brillant Estel (광명성절)     | Aniversari de Kim Jong-il. | 2 dies                   |           |
| 2 de març                              | Dia de l'Arbre                        | Els ciutadans de tot el país planten arbres. |                          |           |
| 8 de març                              | Dia Internacional de la Dona <meta /> | |                          |           |
| L'últim dia del 12º mes lunar          | Seotdal Geumeum                       | Cap d'any Coreà, basat en el Calendari coreà. |                          |           |
| Primer dia del Primer mes lunar        | Seollal                               | Any Nou Coreà | 3 dies                   |           |
| 15 d'abril                             | Dia del Sol                           | Aniversari de Kim Il-sung. | 3 dies                   | 태양절    |
| 21 d'abril                             | Aniversari de Kang Pan-sok.           | Commemoració de l'aniversari de la mare de Kim Il-sung |                          |           |
| 25 d'abril                             | Dia de les Forces Armades             | Kim Il-sung va canviar la data de celebració del 8 de febrer al 25 d'abril, data en la qual va establir la seva guerrilla armada l'any 1932; la qual es considera la predecessora de l'Exèrcit Popular de Corea. | 인민군 창건일            |           |
| Quinzè dia del Primer mes lunar.       | Daeboreum                             | Basat al calendari coreà. |                          |           |
| Primer dia del Primer mes lunar        | Meoseumnal                            | Basat al calendari coreà. |                          |           |
| 3º dia del 3º mes lunar                | Samjinnal                             | Basat al calendari coreà |                          |           |
| 105º dia després del solstici d'hivern | Hansik                                | Basat al calendari coreà |                          |           |
| Vuitè dia del 4º mes lunar             | Aniversari de Buda                    | Basat al calendari coreà |                          |           |
| 1 de Maig                              | Dia Internacional dels Treballadors   | Commemora els assoliments socials i econòmics dels treballadors. |                          |           |
| 5º dia del 5º mes lunar                | Surinal                               | Basat al calendari lunar |                          |           |
| 27 de Julio                            | Dia de la Victòria a Corea del Nord   | Fi de la Guerra de Corea en 1953. | 조국해방전쟁 승리 기념일 |           |
| 15 d'Agost                             | Dia de l'Alliberament                 | Va establir després de l'alliberament de Corea en 1945 | 조국해방기념일           |           |
| 25 d'Agost                             | Dia de Songun                         | Una nova festa nacional establerta l'any 2013 amb motiu de la visita d'inspecció de Kim Jong-il als Guardes de Seül Ryu Kyong, la 105ª divisió de l'Exèrcit Popular Coreà, el dia 25 d'Agost de 1960. Aquesta visita sempre ha estat recordada com el "inici del lideratge revolucionari Songun" pel govern nord-coreà. | 광명성절                 |           |
| 9 de Setembre                          | Dia de la República                   | En commemoració de la fundació de la República Popular Democràtica de Corea, en 1948. | 인민정권 창건일          |           |
| Quinzè dia del 6º mes lunar            | Yudu                                  | Basat al calendari coreà |                          |           |
| 7º dia del 7º mes lunar                | Chilseok                              | Basat al calendari coreà |                          |           |
| Quinzè dia del 7º mes lunar            | Baekjung                              | Basat al calendari coreà |                          |           |
| Quinze`dia del 8è mes lunar            | Hangawi                               | Basat al calendari coreà |                          |           |
| 10 d'octubre                           | Dia de la Fundació del Partit         | Commemoració de la fundació del Partit del Treball de Corea, l'any 1945. | 노동당 창건일            |           |
| Novè dia del novè mes lunar            | Jungyangjeol                          | Basat al calendari coreà |                          |           |
| Segon dissabte de novembre             | Dia de la Mare                        | Una nova festivitat establerta l'any 2012, en honor de totes les mares. |                          |           |
| 20 de desembre                         | Dongji                                | Solstici d'Hivern, basat al calendari coreà |                          |           |
| 24 de desembre                         | Aniversari de Kim Jong-suk            | Commemoració de l'aniversari de la mare de Kim Jong-il. |                          |           |
| 27 de desembre                         | Dia de la Constitució                 | Commemoració de la creació de la Constitució de Corea del Nord. |                          |           |
| 31 de desembre                         | Nit de cap d'any                      | Celebra el cap d'any Gregorià. |                          |           |